# المری وندل
المری وندل (انگلیسی: Elmarie Wendel; ۲۳ نوامبر ۱۹۲۸ – ۲۱ ژوئیهٔ ۲۰۱۸) هنرپیشه و خواننده اهل ایالات متحده آمریکا بود. وی بین سال‌های ۱۹۵۶ تا ۲۰۱۸ میلادی فعالیت می‌کرد.